# 阿瓜克拉拉
阿瓜克拉拉是巴西南马托格罗索州的一个镇，面积11,031平方公里，人口13,183人（2007年）。